# Халпама
Халпама (халтама) — блюдо кумыкской кухни, напоминает хинкал, но готовится из кукурузной, а не пшеничной муки.

## Приготовление
Мука замешивается с солью на крутом кипятке. Из неё лепятся небольшие лепёшки, которые опускаются в кипящий бульон. Бульон варится из жирного мяса: говядины, баранины, также из сушёного мяса и сухой колбасы. Готовую халпаму обычно подают не в бульоне, а в отдельной миске, возможно с мясом, едят с кисломолочно-чесночной или томатной подливой.
Оставшуюся халпаму затем можно поджарить и съесть. Дагестанские горцы традиционно начиняют халпаму крапивой. Начинкой также могут служить запасённые на зиму в кувшинах измельчённые мясные субпродукты с тыквой и специями.